# 藤原清衡
藤原 清衡（ふじわら の きよひら）は、平安時代後期の武将で奥州藤原氏初代当主。なお母の有加一乃末陪が清原家に嫁いでいた関係で一時期清原 清衡（きよはら の きよひら）と名乗っていた。

## 生涯

### 出自
陸奥国（後の磐城国）亘理郡の豪族・藤原経清と陸奥国奥六郡を治めた俘囚長・安倍頼時の娘の有加一乃末陪の間の嫡男として生まれる。幼名不詳。なお、藤原経清は、藤原北家の藤原秀郷（俵藤太）の子孫とされており、1047年（永承2年）の五位以上の藤原氏交名を記した『造興福寺記』に、「経清六奥」（六奥は陸奥の意）と名前が見えていることから、当時藤原氏の一族の係累に連なる者と中央の藤原氏からも認められていたようである。
父・経清は前九年の役で源頼義に反旗を翻し安倍氏に味方したが厨川の戦いで敗れた安倍氏と最後をともにした。この時清衡は七歳であった。敵将の嫡男であったので本来は処刑される運命にあったが、母が安倍氏を滅ぼした敵将である清原武則の長男清原武貞に再嫁することになって危うく難をのがれ、連れ子の清衡も清原武貞の養子となった。

### 後三年の役
清原家には、清衡の他に、武貞の嫡子で清衡とは血のつながらない義兄の真衡、武貞と清衡の母の間に生まれた異父弟の家衡がいたうえに、吉彦秀武が清原武則の従兄弟にして娘婿であるなど複雑な血縁関係で結ばれた一族が存在しており、ややもすると血族の間で内紛が起こり易い状態にあった。
永保3年（1083年）に秀武が真衡に背くと、清衡・家衡は秀武に同調して、真衡が秀武討伐に出羽に向かった隙に真衡の本拠を攻撃した。だが、陸奥守であった源義家が真衡を支援して清衡・家衡を攻めたため、清衡・家衡は大敗して逃走し義家に降伏した。ところが、出羽に向かった真衡が直後に急死したため、清衡・家衡は義家の裁定で清原氏の所領を分割相続することになる。家衡はこの裁定に不満を持ち、応徳3年（1086年）に清衡の屋敷を襲撃し、妻子眷族を皆殺しにした。難を逃れた清衡は義家に助力を求め、清衡は義家や難を逃れた同母弟の刈田経元 とともに家衡を討ち取った。
後三年の役は清原氏の私闘とされ、何の恩賞もなく清衡にも官位の賞与も無かったが、一族最後の残存者として奥六郡を領する勢力者となった。時に寛治元年（1087年）清衡32歳の事である。その後実父の姓である藤原に復し、奥州藤原氏の祖となった。

### 押領使任官
清衡は本拠地を江刺郡豊田館に構え勢力の拡大を図る一方、寛治5年（1091年）に関白藤原師実に貢馬するなど京都の藤原氏と交誼を深め、また柴田郡の大高山神社・刈田郡刈田嶺神社の年貢金を代納するなど、奥羽の統治者としての地位を築いた。
一方で寛治6年（1092年）6月の陸奥守・藤原基家の解文では、清衡に合戦の企ての嫌疑がかけられた。また、翌寛治7年（1093年）には清衡の勢力圏である出羽国において平師妙および平師季父子らが出羽国府の秋田城を襲撃する反乱が発生した。反乱自体は寛治8年（1094年）に陸奥守・源義綱によって鎮圧されたが、清衡の関わりについては明らかではない。なお、清衡はこの前後に陸奥の押領使となったと推定されている（任押領使を寛治3年（1089年）とする見解もある）。

### 平泉造営
嘉保年中（1094年 - 1095年）頃には、磐井郡平泉に居を移し、政治文化の中心都市の建設に着手。1108年には中尊寺造営を開始して壮大な中世都市平泉の原型をつくり、奥州藤原氏4代100年の栄華の基礎を築いた。また宋 (王朝)からは一切経の輸入も行うなど、北方貿易にも着手した。
金銀螺鈿をちりばめた金色堂の落慶の翌年（大治3年）、当時としては長命の73歳で没した。ちなみに中尊寺供養願文として知られる文書では、自らを「東夷の遠酋」「俘囚の上頭」と表現している。

## 金色堂に眠る藤原四代
金色堂に納められた清衡の遺骸を調査した結果、血液型はAB型であり、曾孫の泰衡まで四代直系で矛盾はないとされる。清衡の顔は頬骨の秀でた比較的短い顔で、鼻筋が通っている。身長は159cm、手の形は小さく華奢。四肢の筋はよく発達している。体形は痩せ形。レントゲン検査によると、左半身に顕著な骨萎縮が見られ、脳出血、脳栓塞、脳腫瘍などによる半身不随であったと見られる。発症時期は快方が見込めなくなった頃に妻が筆写納経を行った1117年 - 1119年頃ではないかと推測されている。没年齢は歯の状態から70歳以上と見られ、史料の没年齢と矛盾はないとされる。

## 系譜
清衡の妻として「北方平氏」が史料によく現れる。「北方平氏」は正妻であるとされている。しかし出自に関しては明らかではなく、父経清の母方である平国妙の縁者、越後城氏、海道平氏岩城氏、常陸大掾氏、都の平氏の誰か、海道平氏の養子となっていた清原武衡の娘など諸説があるがどれも決め手には欠ける。
「紺紙金銀字交書一切経　大品経　巻二十二」の奥書から、元永2年（1119年）当時清衡には6男3女の子供がいたと見られる。
なお、『中右記』に見える「兵衛尉清衡」、「平清衡」を清衡のこととし、寛治 - 康和年間に、妻の姓である「平」を名乗り在京し任官していたとする説がある。
- 父：藤原経清
- 養父：清原武貞
- 母：有加一乃末陪 - 安倍頼時の娘
- 義兄：清原真衡 - 後三年の役で清衡と争う。
- 異父弟：清原家衡 - 後三年の役の当初は清衡と共闘し真衡と争うが、のちに清衡と争い滅んだ。
- 正室：清原氏の娘 - 清原武貞の娘?。後三年の役で家衡によって子とともに殺された。
- 継室：清原氏の娘
  - 藤原惟常 - 藤原基衡の異母兄。別名小館惟常。
- 継々室：信夫佐藤氏の娘
- 継々々室：北方平氏
  - 藤原基衡 - 二男。異母兄惟常との後継争いを制し、藤原氏を継承した。
- 生母不詳
  - 藤原正衡 - 三男。別名小館三郎正衡。
  - 藤原清綱 - 四男。別名亘理権十郎、あるいは樋爪俊衡。
  - 娘 - 佐竹昌義室
  - その他姓名不詳の男子2名と女子2名

## 逸話
- 天仁元年(1108年)、鳥羽上皇の勅宣により藤原基衡が出羽国最上郡（現・山形県寒河江市）の慈恩寺を再興したという（『瑞宝山慈恩寺伽藍記』）。阿弥陀堂（常行堂）・釈迦堂（一切経堂）・丈六堂を新造し、鳥羽院より下賜された阿弥陀三尊を阿弥陀堂に、釈迦三尊と下賜された一切経五千余巻を釈迦堂に、基衡が奉納した丈六尺の釈迦像を丈六堂に安置した。ただし、基衡は1100年前後の生まれと目されるため実際には清衡が再興したか、再興年に誤りがあるとみられる[6]。